# Роздольне (Єсільський район)
Роздо́льне (каз. Раздольное) — село у складі Єсільського району Акмолинської області Казахстану. Входить до складу Свободненського сільського округу.
Населення — 149 осіб (2021; 406 у 2009, 741 у 1999, 809 у 1989).
Національний склад станом на 1989 рік:
- росіяни — 43 %.

Станом на 1989 рік село називалось селище Роздольний.